# Volcán San José

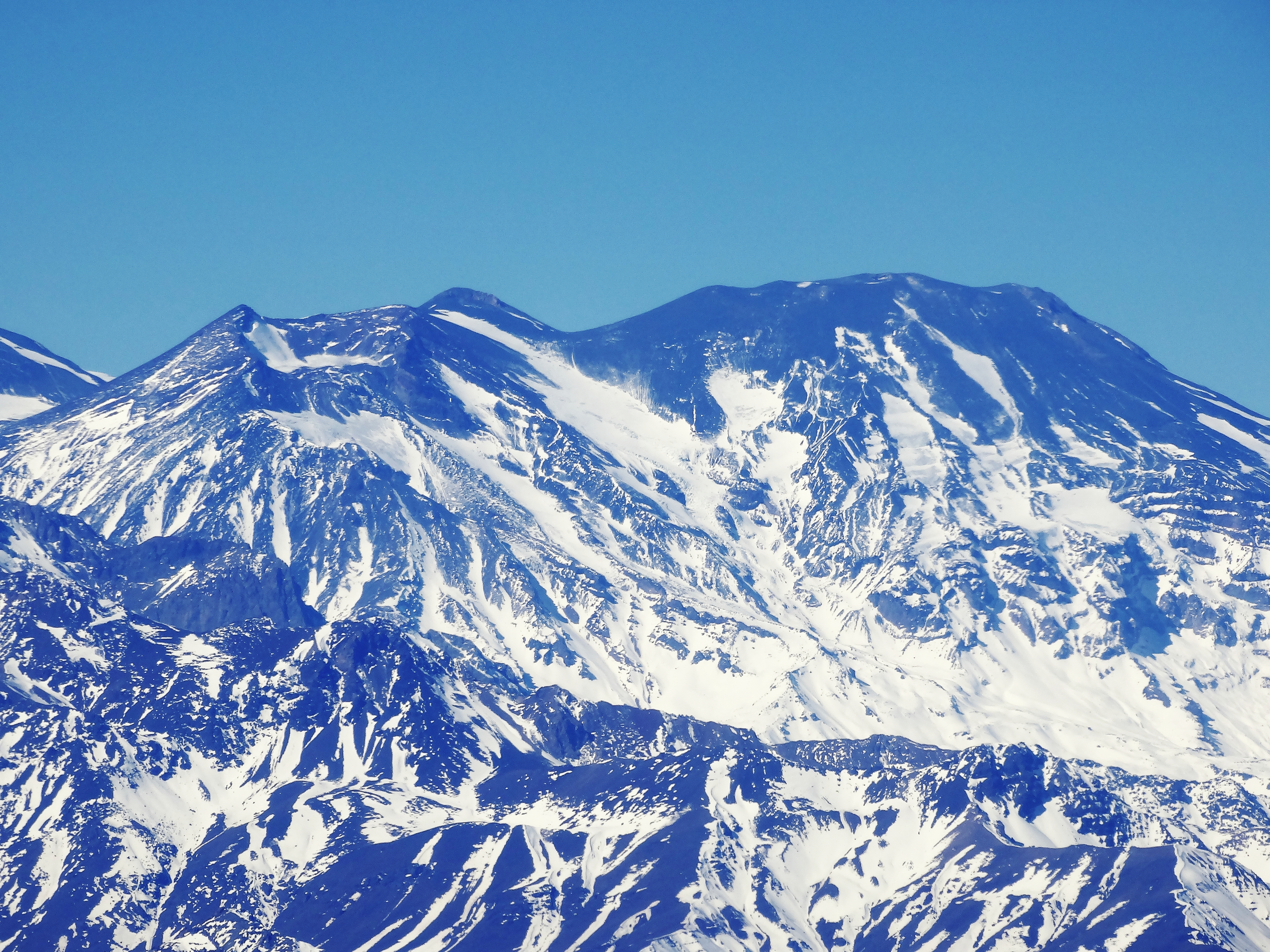
Volcán San José visto desde el aire. Vista hacia el este.

El San José de Maipo o, simplemente, San José es un volcán de los Andes centrales. Se encuentra ubicado en la frontera de Argentina (provincia de Mendoza) y Chile (región Metropolitana de Santiago), en cuyo territorio se encuentra la cumbre.
Ubicado a unos 60 km al este de Santiago de Chile, cerca de la localidad de San Gabriel en la comuna de San José de Maipo sorprende en el fondo del valle por su gran tamaño, ubicándose como la escenografía de fondo y valla fronteriza natural. Origina al río Volcán, y su complejo volcánico está formado por estos dos edificios volcánicos: uno con cuatro cráteres (cráter San José, cráter La Engorda, cráter Plantat y cráter Espíritu Santo), en cuya mitad se emplaza el cráter activo, con actividad fumarólica casi permanente, y otro conformado por un cráter ancho y abierto con dos pequeños conos, conocido como cerro El Marmolejo (6108 m). De acuerdo al Observatorio Vulcanológico de los Andes del Sur, el San José es un volcán activo con comportamiento estable, pero que no representa riesgo inmediato para la población.
La primera ascensión a la cumbre norte del San José data en el año 1920, cuando Juan Gwinner alcanzó los 5740 m s. n. m. que elevan a esta cumbre secundaria del volcán. No obstante, en 1931, Otto Pfenniger y Sebastián Krückel ascienden a la cumbre principal del volcán (cumbre sur), quedando sorprendidos por el tamaño del cráter y los glaciares que cuelgan hacia su interior.
Uno de los elementos más notables y famosos de este volcán es el Refugio Plantat. Este refugio está situado a 3130 m de altitud, lo construyó don Enrique Plantat en 1937 con ayuda de su hermana y algunos socios del DAV (Club Alemán Andino). En un principio, el Refugio Plantat contaba con varias comodidades, pero debido a lamentables saqueos que ha sufrido, hoy en día cuenta con lo mínimo. A pesar de esto último, sigue abierto a la comunidad. Hasta ahora no ha hecho erupción mayor. Está cerca de otros volcanes como: Volcán Tupungatito, Volcán Maipo, etc.